# BWF International Series 2007
Die BWF International Series 2007 war die erste Auflage der BWF International Series im Badminton.

## Turniere und Sieger
| Veranstaltung | Herreneinzel            | Dameneinzel         | Herrendoppel                          | Damendoppel                                | Mixed                                         |
| ------------- | ----------------------- | ------------------- | ------------------------------------- | ------------------------------------------ | --------------------------------------------- |
| Schweden      | Kenichi Tago            | Li Wenyan           | Imam Sodikin Imanuel Hirschfeld       | Guo Xin Cai Jiani                          | Rasmus Bonde Christinna Pedersen              |
| Österreich    | Lu Yi                   | Zhu Jingjing        | Guo Zhendong He Hanbin                | Cheng Shu Zhao Yunlei                      | Vitaliy Durkin Valeria Sorokina               |
| Rumänien      | Ville Lång              | Hwang Hye-youn      | Vladimir Metodiev Krasimir Jankov     | Olga Golovanova Anastasia Prokopenko       | Stilian Makarski Diana Dimova                 |
| Australien    | John Moody              | Kanako Yonekura     | Aji Basuki Sindoro Ashley Brehaut     | Aya Wakisaka Ikue Tatani                   | Renee Flavell Craig Cooper                    |
| Mauritius     | Sho Sasaki              | Agnese Allegrini    | Jochen Cassel Thomas Tesche           | Ana Moura Maja Tvrdy                       | Chris Dednam Michelle Edwards                 |
| Kroatien      | Carl Baxter             | Guo Xin             | Wouter Claes Frédéric Mawet           | Cai Jiani Guo Xin                          | Wouter Claes Nathalie Descamps                |
| Thailand      | Poompat Sapkulchananart | Salakjit Ponsana    | Alroy Tanama Putra Hui Wai Ho         | Richi Puspita Dili Yulianti CJ             | Tontowi Ahmad Yulianti CJ                     |
| Singapur      | Tan Chun Seang          | Jun Jae-youn        | Khoo Chung Chiat Chang Hun Pin        | Ha Jung-eun Kim Min-jung                   | Cho Gun-woo Kim Min-jung                      |
| Victoria      | Sho Sasaki              | Larisa Griga        | Kenichi Hayakawa Kenta Kazuno         | Lim Pek Siah Haw Chiou Hwee                | Craig Cooper Renee Flavell                    |
| Finnland      | Joachim Persson         | Li Wenyan           | Frédéric Mawet Wouter Claes           | Mie Schjøtt-Kristensen Christinna Pedersen | Tim Dettmann Annekatrin Lillie                |
| Ungarn        | Jan Ø. Jørgensen        | Ragna Ingólfsdóttir | Mads Pieler Kolding Peter Mørk        | Line Damkjær Kruse Camilla Sørensen        | Zhang Yi Cai Jiani                            |
| Waikato       | Ashton Chen Yong Zhao   | Fu Mingtian         | Wifqi Windarto Afiat Yuris Wirawan    | Yao Lei Liu Fan Frances                    | Chayut Triyachart Shinta Mulia Sari           |
| North Shore   | Erwin Kehlhoffner       | Larisa Griga        | John Moody Alan Chan                  | Chloe Magee Bing Huang                     | Carlos Longo Laura Molina                     |
| Zypern        | Chetan Anand            | Kati Tolmoff        | Christian Larsen Christian Skovgaard  | Jwala Gutta Shruti Kurien                  | Chetan Anand Jwala Gutta                      |
| Wales         | Marc Zwiebler           | Jill Pittard        | Wojciech Szkudlarczyk Adam Cwalina    | Chloe Magee Bing Huang                     | Adam Cwalina Małgorzata Kurdelska             |
| Tschechien    | Arvind Bhat             | Rachel van Cutsen   | Kasper Faust Henriksen Rasmus Bonde   | Mie Schjøtt-Kristensen Christinna Pedersen | Rasmus Bonde Christinna Pedersen              |
| Syrien        | Arvind Bhat             | Telma Santos        | Mohammad Attique Rizwan Azam          | Chandrika de Silva Thilini Jayasinghe      | Luka Petrič Maja Kersnik                      |
| Jordanien     | Arvind Bhat             | Maja Tvrdy          | Diluka Karunaratne Dinuka Karunaratne | Chandrika de Silva Thilini Jayasinghe      | Diluka Karunaratne Chandrika de Silva         |
| Island        | Petr Koukal             | Ragna Ingólfsdóttir | Peter Hasbak Jonas Glyager Jensen     | Katrín Atladóttir Ragna Ingólfsdóttir      | Jonas Glyager Jensen Maria Kaaberbøl Thorberg |
| Griechenland  | Marc Zwiebler           | Petya Nedelcheva    | Goh Ying Jin Au Kok Leong             | Diana Dimova Petya Nedelcheva              | Mads Pieler Kolding Line Damkjær Kruse        |